# Somatochlora relicta
Somatochlora relicta är en trollsländeart som beskrevs av Belyshev 1971. Somatochlora relicta ingår i släktet glanstrollsländor, och familjen skimmertrollsländor. Inga underarter finns listade i Catalogue of Life.